# Lucyna Kotarbińska

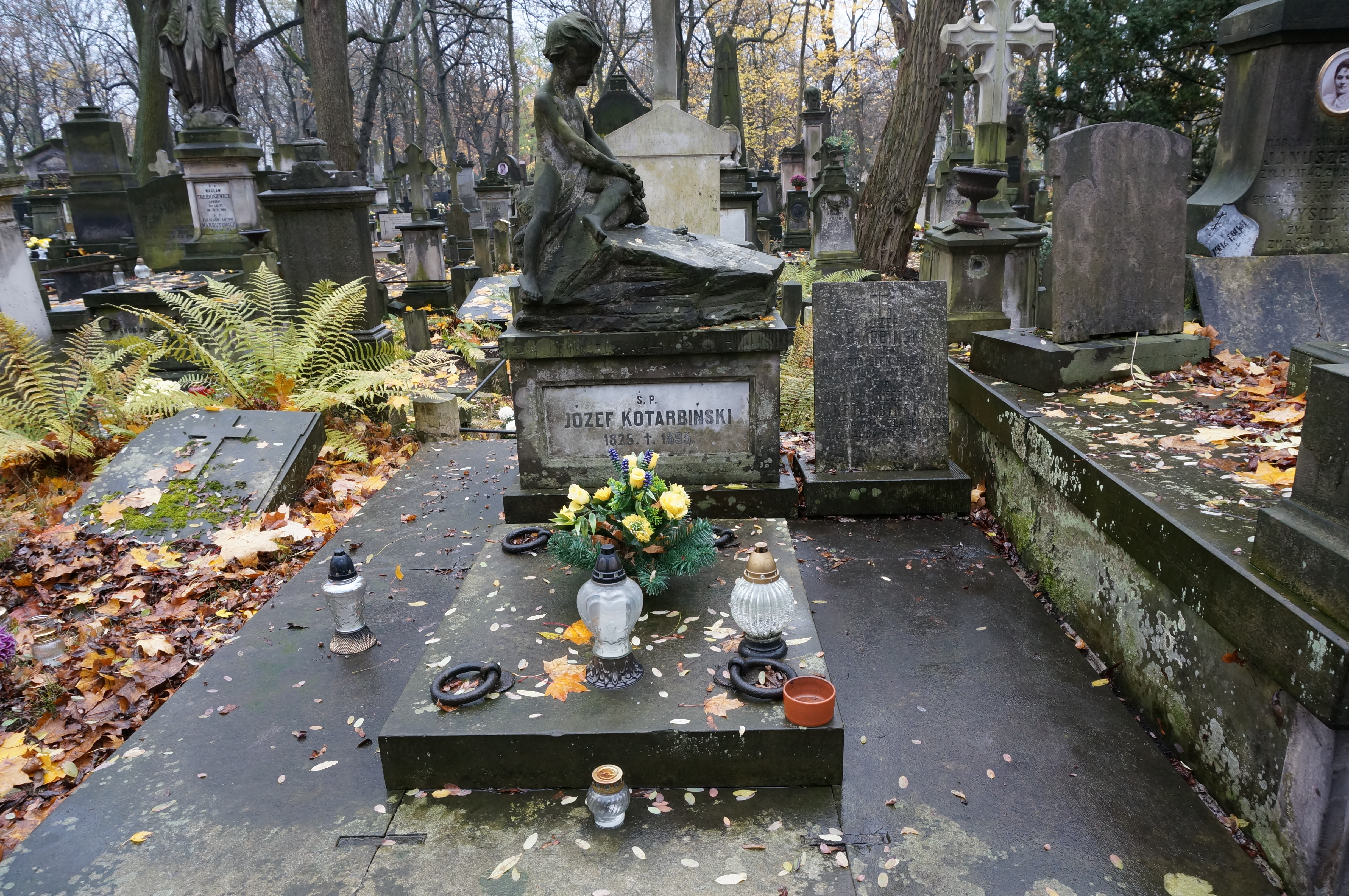
Grób Lucyny Kotarbińskiej na cmentarzu Powązkowskim

Lucyna Kotarbińska z Kleczeńskich (ur. 27 maja 1858 w Przasnyszu, zm. 9 kwietnia 1941) – publicystka, działaczka społeczna, autorka prac i studiów literackich ogłaszanych w czasopismach.

## Życiorys
Urodziła się 27 (według Stanisława Łozy 28) maja 1858 w Przasnyszu, w rodzinie Romana Kleczeńskiego (członka przasnyskiego oddziału Centralnego Towarzystwa Rolniczego) i Zuzanny z Balińskich. Lucyna miała siedmioro rodzeństwa. Po powstaniu styczniowym rodzina przeprowadziła się do Warszawy, ale bez ojca, który emigrował do Paryża, a jedyny syn został zesłany na Syberię. Jako dziecko Lucyna była świadkiem śmierci Romualda Traugutta. Ukończyła gimnazjum w Warszawie. 
W 1879 wyszła za mąż za Wojciecha Antoniego Lewandowskiego, z którym miała syna Juliana Edwarda. Mieszkali na Pobereżu. Od 14 października 1884 była żoną Józefa Kotarbińskiego. Dla obojga był to drugi związek małżeński. Mieli córkę Alinę (1886–1890). Oboje dzieci Lucyny zmarły w dziecięctwie i zostały pochowane w Warszawie. 
Talent malarski oddziedziczyła do dziadku Stefanie Balińskim. Przez 5 lat uczyła się malarstwa u Wojciecha Gersona. Od 1905 była kierowniczką czasopisma „Tygodnik Mód i Powieści”. Współtworzyła Stowarzyszenie Kobiet Szyjących „Dźwignia”. W latach 1917–1918 prowadziła świetlicę dla żołnierzy. Należała do grona emancypantek, utrzymywała kontakt z angielskimi sufrażystkami. Od 1919 była członkinią Narodowej Organizacji Kobiet. Publikowała w jej biuletynie prasowym pt. „Gazetka dla Kobiet”. Agitowała na rzecz Polski w czasie plebiscytu na Górnym Śląsku. Działała w Lidze Morskiej i Rzecznej. W 1932 była członkinią komitetu budowy Instytutu Radowego w Warszawie.
Współpracowała z mężem przy wystawianiu sztuk teatralnych w Krakowie. Małżonek nazywał ją „Zawieruchą”. W Krakowie Lucyna prowadziła Szkołę dekoracyjno-artystyczną dla kobiet. W 1903 dekorowała m.in. kostiumy do Bolesława Śmiałego Stanisława Wyspiańskiego. W 1904 Lucyna wraz z mężem byli bohaterami jednej z najgłośniejszych spraw sądowych w Krakowie na początku XX w., wytaczając dziennikarzowi czasopisma „Bocian” proces o obrazę czci.
Początkowo Kotarbińscy mieszkali w Warszawie, w 1893 związali się z Krakowem, by w 1905 powrócić do Warszawy. W Krakowie mieszkali przy ul. Radziwiłłowskiej 15, a w Warszawie przy ul. Marszałkowskiej 55. Prowadzili salon artystyczny, w którym spotykali się pisarze, malarze, aktorzy. Lucyna należała do Towarzystwa Literatów i Dziennikarzy Polskich w Warszawie (zasiadała też w jego zarządzie) oraz Związku Artystów Scen Polskich.
Wydała wspomnienia o pracy teatralnej męża z czasów jego dyrekcji w teatrze krakowskim pt. Wokoło teatru (1930), Z za kulis teatru (1933), oraz wykończoną przez nią kronikę męża o teatrze krakowskim pt. W służbie sztuki i poezji przygotowaną w latach 1899–1905. Napisała też następujące pozycje: Orzeszkowa u siebie (1898) (dochód z książki przeznaczono na cele szkoły rzemiosł dla kobiet w Krakowie) i Ze wspomnień o Asnyku (1938).
Została pochowana na cmentarzu Powązkowskim w Warszawie (kwatera C-4-11,12).

## Ordery i odznaczenia
- Złoty Krzyż Zasługi (30 kwietnia 1937)[18]
- Srebrny Wawrzyn Akademicki (5 listopada 1935)[19]